# Leonardo Targa
Leonardo Targa (Verona, 1730 – Verona, 1815) è stato un medico italiano.
Allievo a Padova del celebre anatomista Giovanni Battista Morgagni, gli venne proposta una cattedra nella stessa università fino a quando dovette rinunciare all'incarico per motivi di salute; tuttavia successivamente, seppur per breve tempo, poté insegnare a Pavia. Autore di diverse opere, la più importante è un'edizione commentata del De medicina di Aulo Cornelio Celso pubblicata a Padova nel 1769. È sepolto nella basilica di Santa Anastasia a Verona: lo ricorda un monumento funerario collocato sulla parete della navata di sinistra, scolpito da Antonio Spazzi su progetto di Luigi Trezza.